# 云登·奥特根巴亚尔
云登·奥特根巴亚尔（羅馬化：Yondon Otgonbayar，1965年—）蒙古族，蒙古国乌兰巴托人，蒙古政治家。

## 生平
奥特根巴亚尔于1965年生于蒙古人民共和国乌兰巴托。1982年至1983年，奥特根巴亚尔在蒙古人民军第282分队当兵。从1983年至1989年，奥特根巴亚尔在苏联莫斯科国立国际关系学院（Moscow State Institute of International Relations）学习，获得文科硕士（外交学）学位。
1989年至1991年，奥特根巴亚尔在蒙古人民共和国对外关系部当官员。1991年至1996年，任蒙古驻印度大使馆二等秘书。 其间，从1993年至1995年，奥特根巴亚尔在印度新德里的印度管理与营销研究所学习，获得市场营销研究生文凭（Post Graduate Diploma in Marketing）。
1996年至1997年，在蒙古国对外关系部任官员。1997年至2000年，任蒙古乌兰巴托的Bayangol Hotel SHC的常务董事。2000年，奥特根巴亚尔在乌兰巴托的管理学院获得政策规划文凭（Diploma in Policy Planning）。2000年至2001年，任蒙古国外交部政策规划司第一秘书。2001年至2004年，担任蒙古国总理的外交政策顾问。2004年至2007年，担任蒙古人民革命党中央委员会书记。其间，2006年至2007年，担任蒙古人民革命党乌兰巴托市委员会主席。2007年10月，奥特根巴亚尔当选为蒙古人民革命党中央委员会总书记。2008年9月19日，被国家大呼拉尔大会任命为内阁部长，并任教育、文化及科学部部长。但随后于2008年12月被乌赫那·呼日勒苏赫取代了蒙古人民革命党中央委员会总书记职务。